# Wolfsburg Challenger
Il Wolfsburg Challenger, noto come Volkswagen Challenger per ragioni di sponsorizzazione, è stato un torneo professionistico di tennis giocato sul sintetico indoor, che faceva parte dell'ATP Challenger Tour. Si giocava annualmente dal 1993 al 2012 al Tennisclub Grün-Gold di Wolfsburg, in Germania.

## Albo d'oro

### Singolare
| Anno | Campione            | Finalista            | Punteggio           |               |
| ---- | ------------------- | -------------------- | ------------------- | ------------- |
| 2012 | Igor Sijsling       | Jerzy Janowicz       | 4–6, 6–3, 7–6(11)   |               |
| 2011 | Ruben Bemelmans (2) | Dominik Meffert      | 6(8)–7, 6–4, 6–4    |               |
| 2010 | Non disputato       | Non disputato        | Non disputato       | Non disputato |
| 2009 | Ruben Bemelmans (1) | Stefano Galvani      | 7–6(5), 3–6, 6–3    |               |
| 2008 | Louk Sorensen       | Farruch Dustov       | 7–6(7), 4–6, 6–4    |               |
| 2007 | Robin Haase         | Daniel Brands        | 6–2, 3–6, 6–1       |               |
| 2006 | Alexander Waske     | Wang Yeu-tzuoo       | 6–2, 6–4            |               |
| 2005 | Dieter Kindlmann    | Tobias Summerer      | 7–5, 4–1 ritiro     |               |
| 2004 | Michal Tabara       | Florian Mayer        | 6–4, 6–3            |               |
| 2003 | Axel Pretzsch (2)   | Arvind Parmar        | 6(1)–7, 7–6(5), 6–4 |               |
| 2002 | Jakub Herm-Zahlava  | Dick Norman          | 6–4, 6–2            |               |
| 2001 | Jarkko Nieminen     | Andy Fahlke          | 3–6, 6–2, 7–5       |               |
| 2000 | Andrej Stoljarov    | Oscar Burrieza-Lopez | 3–6, 6–3, 6–0       |               |
| 1999 | Axel Pretzsch (1)   | Diego Nargiso        | walkover            |               |
| 1998 | Ivo Heuberger       | Dirk Dier            | 6–7, 6–4, 6–4       |               |
| 1997 | Jens Knippschild    | Arne Thoms           | 6–4, 6–3            |               |
| 1996 | Gianluca Pozzi      | Thomas Johansson     | 4–6, 7–6, 7–6       |               |
| 1995 | David Prinosil      | Martin Sinner        | 6–4, 7–6            |               |
| 1994 | Alexander Mronz     | Albert Chang         | 6–3, 7–5            |               |
| 1993 | Cristiano Caratti   | Lars Koslowski       | 6–7, 6–1, 6–2       |               |

### Doppio0
| Anno | Campioni                                      | Finalisti                           | Punteggio              |               |
| ---- | --------------------------------------------- | ----------------------------------- | ---------------------- | ------------- |
| 2012 | Laurynas Grigelis Uladzimir Ihnacik           | Tomasz Bednarek Olivier Charroin    | 7–5, 4–6, [10–5]       |               |
| 2011 | Matthias Bachinger Simon Stadler              | Dominik Meffert Frederik Nielsen    | 3–6, 7–6(3), [10–7]    |               |
| 2010 | Non disputato                                 | Non disputato                       | Non disputato          | Non disputato |
| 2009 | Travis Rettenmaier Ken Skupski                | Serhij Bubka Aleksandr Kudrjavcev   | 6–3, 6–4               |               |
| 2008 | Carsten Ball Izak van der Merwe               | Richard Bloomfield Ken Skupski      | 7–6(5), 6–3            |               |
| 2007 | Alexander Peya Lars Übel                      | Joshua Goodall Jan Mertl            | 6–4, 6–4               |               |
| 2006 | Jean-Claude Scherrer (2) Uros Vico            | Frank Moser Sebastian Rieschick     | 7–6(3), 6(5)–7, [10–8] |               |
| 2005 | Philipp Petzschner Alexander Peya             | Aisam-ul-Haq Qureshi Lovro Zovko    | 6–2, 6–4               |               |
| 2004 | Robert Lindstedt (2) Jean-Claude Scherrer (1) | Juan Ignacio Carrasco Josh Goffi    | 6–2, 4–6, 7–6(5)       |               |
| 2003 | Karsten Braasch Axel Pretzsch                 | Alexander Peya Aisam-ul-Haq Qureshi | 6–4, 6–2               |               |
| 2002 | Jan Hernych Shaun Rudman                      | Filippo Messori Gianluca Pozzi      | 7–6(3), 6(3)–7, 6–3    |               |
| 2001 | Robert Lindstedt (1) Fredrik Loven            | Jan Boruszewski Markus Menzler      | 7–6(5), 6(7)–7, 6–4    |               |
| 2000 | Jan-Ralph Brandt Martin Sinner (2)            | Tomáš Cibulec Leoš Friedl           | 7–5, 3–6, 7–6(8)       |               |
| 1999 | Adriano Ferreira Maurice Ruah                 | Karsten Braasch Dirk Dier           | walkover               |               |
| 1998 | Marat Safin Dušan Vemić                       | Jan-Ralph Brandt Thomas Messmer     | 6–4, 4–6, 6–2          |               |
| 1997 | Nicola Bruno Laurence Tieleman                | Henrik Holm Nils Holm               | 7–6, 6–4               |               |
| 1996 | Dirk Dier Arne Thoms                          | Jim Pugh Joost Winnink              | 6–4, 6–4               |               |
| 1995 | Martin Sinner (1) Joost Winnink               | Dirk Dier Lars Koslowski            | 7–5, 6–3               |               |
| 1994 | Rich Benson Adam Malik                        | Wayne Arthurs Simon Youl            | 7–6, 6–4               |               |
| 1993 | Donald Johnson Leander Paes                   | Jan Apell Michael Mortensen         | 7–6, 6–1               |               |